# أولريش بيسينجر
أولريش بيسينجير (بالألمانية: Ulrich Biesinger) مواليد 6 أغسطس 1933 في ألمانيا - الوفاة 18 يونيو 2011 في آوغسبورغ، كان لاعب كرة قدم ألماني كان يلعب كمهاجم. سبق له أن لعب في كأس العالم لكرة القدم مع منتخب بلاده.

## المسيرة الاحترافية

### أندية لعب لها
- تشفابين أوغسبورغ

## روابط خارجية
- أولريش بيسينجير على موقع الاتحاد الدولي (مؤرشف)  (الإنجليزية)
- أولريش بيسينجير على موقع قاعدة بيانات كرة القدم.إي يو (الإنجليزية)
- أولريش بيسينجير على موقع بيانات كرة القدم. دي إي (الألمانية)
- أولريش بيسينجير على موقع ناشيونال فوتبول تيمز (الإنجليزية)
- أولريش بيسينجير على موقع عالم كرة القدم.نت (الإنجليزية)